# Hibernatus
Cet article concerne le film d'Édouard Molinaro. Pour la pièce de Jean Bernard-Luc, voir Hibernatus (pièce de théâtre).
Pour l'être humain découvert dans un glacier du Tyrol en 1991, voir Ötzi.
Pour plus de détails, voir Fiche technique et Distribution.
Hibernatus est un film franco-italien comique réalisé par Édouard Molinaro d'après la pièce homonyme de Jean Bernard-Luc et sorti en 1969.

## Synopsis

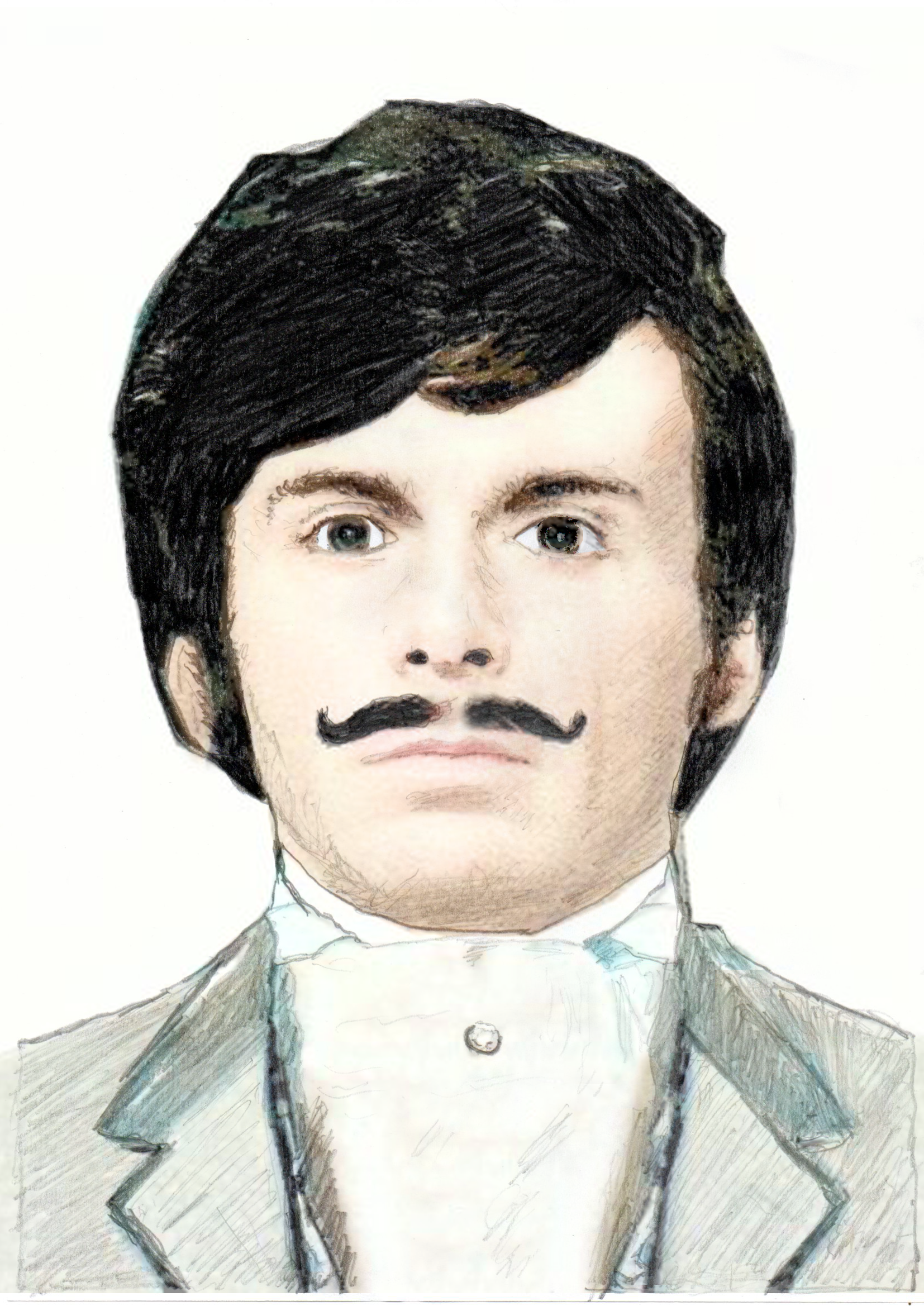
Bernard Alane, personnage de « l'hiberné ».

En 1970, un homme congelé dans les glaces du pôle Nord depuis 65 ans est retrouvé miraculeusement par une expédition polaire franco-danoise. Après enquête, il s'avère qu'il s'agit d'un jeune homme de 25 ans nommé Paul Fournier, parti en exploration en 1905 et parfaitement conservé. Il est alors progressivement réanimé par le professeur Loriebat, spécialiste mondial de l'hibernation artificielle.
Pendant ce temps, se rendant à une convocation du Ministère de l'Intérieur, où il croit recevoir enfin la Légion d'honneur tant attendue, l'industriel Hubert Barrère de Tartas apprend avec stupeur que « l'Hiberné » n'est autre que le grand-père de sa femme Edmée. Celle-ci s'oppose alors formellement à ce que son jeune grand-père devienne un cobaye au service de la science et exige qu'il lui soit rendu afin qu'il partage la vie de sa famille. Les scientifiques tentent de l'en dissuader, prétextant que le brusque saut dans le monde moderne d'un homme qui ignore tout de la réalité, car mis à l'isolement dans une chambre d'hôpital depuis sa réanimation, risquerait de lui être fatal. Hubert se range à ces arguments, y voyant son propre intérêt : il doit écarter à tout prix Paul Fournier de sa famille et pour cause : au regard de la loi, celui-ci doit rentrer dans ses droits après ces nombreuses années d’« absence ». Or, Tartas doit justement une grande partie de sa fortune à la famille de son épouse.
Afin de reconquérir la confiance d'Edmée qui tient malgré tout tous les cordons de la bourse et qui le lui fait savoir, Hubert se décide finalement à récupérer le grand-père. Devant le refus de Loriebat, Tartas et son épouse l'enlèvent avec la complicité du professeur Bibolini, le psychiatre responsable de la santé mentale du patient, qui craint que son confrère n'utilise Paul Fournier à des fins scientifiques personnelles. Durant l'enlèvement, ce dernier est drogué afin d'éviter son réveil inopiné dans un monde trop moderne à ses yeux. Les ravisseurs se réfugient ensuite dans une abbaye médiévale, qui est bientôt encerclée par les forces de l'ordre. À ce moment, le grand-père reprend connaissance et croit voir en Edmée sa propre mère, Clémentine. Finalement, Loriebat et les autorités acceptent que Tartas et son épouse accueillent Fournier dans leur résidence du Vésinet, à la condition que celle-ci soit remise dans l'état où elle était en 1905, ce qui n'enchante guère Hubert (la demeure venant d'être récemment refaite et équipée à grands frais de tout le confort moderne). Les travaux étant pris entièrement en charge par l'État, il finit par accepter. Mais il est également contraint, comme tous les habitants du Vésinet, de vivre à la mode de ce début du siècle afin de préserver à tout prix la santé mentale du patient.
Se croyant encore à la Belle Époque, Paul Fournier reprend très vite ses marques, se croyant à la tête d'une fabrique de lampes à pétrole. Pour lui, Edmée a les traits de sa mère Clémentine qu'il adore. On pense alors que Hubert, même grimé, jouera aisément le rôle du père. Premier obstacle : on apprend que le père de Paul était un époux volage et que son fils était en très mauvais termes avec lui. Paul met donc Hubert (alias Fournier père) à la porte de chez lui. On résout la situation en présentant cette fois-ci de Tartas sous les traits d'un nouveau prétendant de Clémentine Fournier et il se retrouve ainsi dans la situation de courtiser sa propre femme. Il doit malgré tout faire ses preuves auprès de Paul, désormais méfiant, qui ne souhaite que le bonheur de sa mère.
Deuxième obstacle : Paul est aussi tombé amoureux d'Évelyne Crépin-Jaujard, fille d'un gros industriel et future fiancée de Didier, le fils de de Tartas. Paul ne voit pas où est le problème car pour lui, Didier n'est qu'un intrus, qui lui a été présenté comme étant un étudiant ayant pris pension dans cette demeure, donc sans rapport avec la famille. Il cherche à le mettre lui aussi manu militari à la porte, ceci au grand dam d'Hubert qui voyait déjà dans les fiançailles de son fils, un excellent moyen de lier son entreprise à une grosse firme et d'être ainsi moins dépendant financièrement des « caprices » de son épouse. Paul écrit une lettre d'amour à Évelyne qu'il lit à Edmée (ignorant qu'Hubert se trouve aussi dans la chambre, caché sous le lit). Hubert parvient à récupérer la lettre. Mais le lendemain, Paul, ayant aperçu celle qu'il aime avec Didier, se précipite et se rend compte que la lettre que lit Didier à Evelyne n'est autre que la sienne. Les futurs fiancés se disputent et Didier s'en prend à son père.
Pour Hubert, la coupe est pleine et la plaisanterie a assez duré : dans un état de grande excitation, il met au courant Paul Fournier de toute la vérité à son sujet. Puis il quitte la maison totalement hystérique, poursuivi en vain par l'ensemble de la famille. Resté seul, Paul découvre un poste de télévision qu'il met en marche et fait ainsi une découverte bouleversante : il est bel et bien mis devant la réalité du monde moderne.
Plus tard, Paul Fournier, revenu de ses émotions, épouse Évelyne. Cependant, durant la cérémonie, la famille reçoit un télégramme d'Hubert dont on n'avait plus de nouvelles depuis plusieurs jours. Celui-ci donne « rendez-vous dans un demi-siècle » à ses proches. Se rendant à l'hôpital dans lequel Paul a été soigné auparavant, ils découvrent alors, avec stupeur, le corps d'Hubert prisonnier d'un bloc de glace.

## Fiche technique
- Titre : Hibernatus
- Réalisation : Édouard Molinaro, assisté de Pierre Cosson et Philippe Monnier
- Scénario et dialogues : Jean Halain, Jean Bernard-Luc, Louis de Funès, Jacques Vilfrid d'après la pièce homonyme de Jean Bernard-Luc
- Musique : Georges Delerue (éditions Hortensia)
- Décors : François de Lamothe
- Costumes : Jacques Fonteray
- Photographie : Marcel Grignon, Raymond Lemoigne
- Son : René-Christian Forget
- Montage : Robert et Monique Isnardon
- Production : Alain Poiré
- Sociétés de production : Gaumont (France), Rizzoli Films (Italie)
- Société de distribution : Gaumont
- Pays de production :  France,  Italie
- Langue originale : français
- Studios : Paris-Studios-Cinéma (Studios de Billancourt)
- Format : couleurs (Eastmancolor) - 35 mm - 2,35:1 (Franscope) - son mono
- Genre : comédie fantastique
- Durée : 78 minutes
- Date de sortie : 10 septembre 1969

## Distribution
- Louis de Funès : Hubert Barrère de Tartas, PDG d'une société d'emballage
- Claude Gensac : Edmée de Tartas née Fournier, épouse de Hubert et actionnaire majoritaire de la société
- Bernard Alane : Paul Fournier, grand-père d'Edmée, « l'Hiberné »
- Olivier de Funès : Didier de Tartas, fils d'Hubert et Edmée
- Michael Lonsdale : le professeur Édouard Loriebat, spécialiste de l'hibernation
- Pascal Mazzotti : le professeur Bibolini, confrère de Loriebat
- Martine Kelly : Sophie, servante des De Tartas
- Paul Préboist : Charles, maître d'hôtel des De Tartas
- Yves Vincent : Édouard Crépin-Jaujard
- Annick Alane : Mme Crépin-Jaujard
- Éliette Demay : Évelyne Crépin-Jaujard, fiancée de Didier
- Jacques Legras : l'avocat
- Claude Piéplu : le secrétaire général du ministère de l'Intérieur
- Harry-Max : le plus vieux copain de Paul
- Max Montavon : Rabier
- Évelyne Dassas : l'assistante du professeur Bibolini
- Robert Le Béal : le docteur de la maison de repos
- Gérard Palaprat : le groom (rôle supprimé au montage, non crédité)
- Paul Bisciglia : le prêtre moderne
- Raymond Malfray : le motard
- Jean-Pierre Zola : le moine de l'abbaye
- Bob Lerick : l'assistant qui rase « l'Hiberné »
- Sébastien Floche : l'huissier du secrétaire général
- Virginie Vignon : une soubrette
- Monita Derrieux : une infirmière
- Robert Destain : un médecin
- Carlo Nell : un reporter
- Sylvain Lévignac : un ambulancier
- Adrien Cayla-Legrand : un photographe
- Jean Gold : un invité
- Michel Duplaix : un inspecteur
- Robert Lombard : M. Thomas, l'invité blasé à la réception (non crédité)[réf. nécessaire]
- Évelyne Dress : la journaliste (non crédité)[réf. nécessaire]

## Production

### Développement
À l'origine, le film aurait dû être réalisé par Jean Girault,. Finalement Gaumont reprend la recette d'Oscar (1967) : une pièce à succès, Édouard Molinaro à la réalisation et le couple Louis de Funès et Claude Gensace,. Le film est en projet depuis 1965. L'acteur était déjà prévu à la création d'Hibernatus sur scène en 1957. Molinaro et de Funès se retrouvent alors que le tournage d'Oscar a été l'occasion de violentes tensions entre les deux,. Il s'agit pour l'acteur principal du deuxième film d'un contrat avec la Gaumont signé après Le Grand Restaurant (1965).
Différents scénaristes et script doctors, dont Jacques Vilfrid et Jean Halain, auteurs de précédents films funésiens, se succèdent sans parvenir à une adaptation recevable par la vedette. Le tournage est repoussé de cinq mois pour arriver à lui livrer un scénario satisfaisant.

### Tournage
Le tournage d'Hibernatus a lieu de février à mai 1969. Bien que retardé de cinq mois, le tournage commence sans scénario définitif, malgré les huit versions proposées à Louis de Funès. 
Au bout de plusieurs jours, la discorde avec Molinaro ressurgit. Louis de Funès a déclaré qu'il n'a été guère à l'aise avec Édouard Molinaro, car il n'a pas ri lors des scènes jouées par l'acteur, lequel a eu besoin de réactions et d'un public. Hibernatus est leur dernière collaboration. Le réalisateur ne rit toujours pas et a des vues souvent inverses de celles de la vedette. Louis de Funès reste indécis sur quelle mouture du scénario tourner, et réclame donc des changements, des arrêts de tournage, des retours à de précédents versions de l'histoire,. Au mépris de la pression, il livre quelques improvisations remarquables et un moment de lâcher-prise emblématique.
Bien que l'intrigue ait lieu au Vésinet, aucun plan n'y est tourné. La maison employée pour les plans extérieurs est une villa de style néogothique-normand sise avenue Despréaux, dans le hameau Boileau, quartier privé du 16e arrondissement de Paris,. Le quartier du Vésinet ramené à son état 1900 est en réalité filmé à Versailles, avenue du général-Mangin et rue de Solférino,,,.
Le tournage a eu lieu en Île-de-France :
- dans le département des Yvelines :
  - la scène de l'entrevue entre Hubert de Tartas (Louis de Funès) et le secrétaire général (Claude Piéplu), censée se dérouler à l'hôtel de Beauvau (siège du ministère de l'Intérieur), a été tournée en réalité dans la salle des mariages de l'hôtel de ville de Versailles. Le hall d'accueil ainsi que la salle de réception de la mairie ont également servi de décor au film ;
  - l'église moderne qu'on aperçoit pendant la « cavale » des protagonistes avec l'« Hiberné » est l'église Saint-Léger, située au 20, rue de la Maison-Verte à Saint-Germain-en-Laye et qui fut construite dans le courant des années 1960 ;
- dans le département du Val-d'Oise :
  - l'abbaye dans laquelle ils trouvent refuge est celle de Royaumont ;
  - le manoir reclus où Loriebat finit à la place de l'hiberné est le château de la Bûcherie, à Saint-Cyr-en-Arthies[8] ;
- dans le département de la Seine-Saint-Denis :
  - à l'aéroport du Bourget.

La scène d'ouverture de l'expédition polaire est filmée par la seconde équipe à Val-d'Isère.

### Post-production
- Dans le générique de début, Michael Lonsdale est crédité sous le nom de Michel Lonsdale.

- Quand Paul Fournier regarde la télévision, il voit un meeting aérien au cours duquel apparaissent le Saab 37 Viggen, le Concorde et le Tupolev Tu-144.

- Références directes faite à la tragédienne Sarah Bernhardt, au président de la république Émile Loubet et indirectement à Landru par le déguisement de Louis de Funès, quand il tente maladroitement de se faire passer pour le père de Paul Fournier.
- Hubert de Tartas, à la fin du film, donne rendez-vous à sa famille dans « un demi-siècle » . L'action se déroulant en 1970, on peut donc en conclure qu'il envisage de sortir de son « hibernation » en 2020. Cette période est désormais connue et peut représenter une référence amusante aux yeux des spectateurs contemporains du film.

- Molinaro et de Funès collaborent ensuite de manière plus posée sur le montage[e].

### Incohérence
Quand Hubert emmène Edmée au cimetière voir la tombe de ses grands-parents, il est écrit que sa grand-mère Isabelle Fournier est née en 1836. Or le grand-père d'Edmée étant disparu en 1905 à 25 ans, il est né vers 1880, soit 44 ans plus tard que sa compagne. Celle-ci paraît donc plus logiquement être la grand-mère de l'hiberné et donc, l'arrière-arrière-grand-mère d'Edmée.
Dans la chronologie de l'opération menée au pôle Nord, au début du film, le commentaire en voix off cite le lundi 2 février, le mardi 3 février et le vendredi 7 février. Or, ce devrait être le vendredi 6 février (ou le samedi 7 février).

## Accueil
Hibernatus, sorti en septembre 1969, enregistre 3,1 millions d'entrées en France au bout d'un an. La critiquée est résignée face au succès inébranlable de Louis de Funès. À la fin de son exploitation, le film totalise 3 366 000 spectateurs dans les salles françaises, arrivant 5e au Box-office français de 1969. C'est néanmoins un score en deçà des résultats habituels de l'acteur. A posteriori, l'année 1969, où de Funès ne sort que ce seul film, est la première dont le classement du box-office n'est plus dominée par un film où il apparaît, après avoir été en tête chaque année depuis 1964.
En 2025, un sondage classe Hibernatus comme la 23e comédie préférée des Français.

## Éditions en vidéo
En 2014, Hibernatus sort en Blu-ray, par Gaumont, dans une version restaurée. L'édition contient deux bonus, dont un documentaire nommé Rompre la glace : Les Coulisses d'Hibernatus et une bande-annonce. Ces suppléments sont repris de l'édition DVD, sortie en 2002.